# John Larch
John Larch (Salem, 4 ottobre 1914 – Woodland Hills, 16 ottobre 2005) è stato un attore statunitense.
Ha recitato in oltre 30 film dal 1954 al 1982 ed è apparso in oltre 120 produzioni televisive dal 1953 al 1989.

## Biografia
John Larch nacque a Salem, in Massachusetts, il 4 ottobre 1914.
Per il piccolo schermo, interpretò, tra gli altri, il ruolo del tenente Michaels in 4 episodi della serie televisiva The Walter Winchell File (1958), del vice procuratore distrettuale Jerry Miller in 29 episodi della serie Sotto accusa (1963-1964) e di Gerald Wilson in 7 puntate della soap Dynasty (1982-1988).
La sua ultima apparizione sul piccolo schermo avvenne nella dodicesima puntata della miniserie televisiva Ricordi di guerra, andata in onda il 14 maggio 1989, mentre per il grande schermo l'ultima interpretazione risale al film L'aereo più pazzo del mondo... sempre più pazzo (1982).
Morì a Woodland Hills, in California, il 16 ottobre 2005 e fu seppellito al Mount Sinai Memorial Park Cemetery di Los Angeles.

## Filmografia

### Cinema
- Bitter Creek, regia di Thomas Carr (1954)
- L'amante proibita (This is My Love), regia di Stuart Heisler (1954)
- Quarto grado (Tight Spot), regia di Phil Karlson (1955)
- I sette ribelli (Seven Angry Men), regia di Charles Marquis Warren (1955)
- 5 contro il casinò (5 Against the House), regia di Phil Karlson (1955)
- La città del vizio (The Phenix City Story), regia di Phil Karlson (1955)
- Brooklyn chiama polizia (The Naked Street), regia di Maxwell Shane (1955)
- Una tigre in cielo (The McConnell Story), regia di Gordon Douglas (1955)
- Voi assassini (Illegal), regia di Lewis Allen (1955)
- L'assassino è perduto (The Killer Is Loose), regia di Budd Boetticher (1956)
- La grande prigione (Behind the High Wall), regia di Abner Biberman (1956)
- I sette assassini (Seven Men from Now), regia di Budd Boetticher (1956)
- La pistola non basta (Man from Del Rio), regia di Harry Horner (1956)
- Come le foglie al vento (Written on the Wind), regia di Douglas Sirk (1956)
- Una pistola per un vile (Gun for a Coward), regia di Abner Biberman (1957)
- Quantez, regia di Harry Keller (1957)
- The Careless Years, regia di Arthur Hiller (1957)
- La tragedia del Rio Grande (Man in the Shadow), regia di Jack Arnold (1957)
- L'uomo che non voleva uccidere (From Hell to Texas), regia di Henry Hathaway (1958)
- La vendetta del tenente Brown (The Saga of Hemp Brown), regia di Richard Carlson (1958)
- All'inferno per l'eternità (Hell to Eternity), regia di Phil Karlson (1960)
- La conquista del West (How the West Was Won), regia di Henry Hathaway, John Ford (1962)
- L'ultimo treno da Vienna (Miracle of the White Stallions), regia di Arthur Hiller (1963)
- Missione compiuta stop. Bacioni Matt Helm (The Wrecking Crew), regia di Phil Karlson (1968)
- Quel fantastico assalto alla banca (The Great Bank Robbery), regia di Hy Averback (1969)
- Hail, Hero!, regia di David Miller (1969)
- Dai... muoviti (Move), regia di Stuart Rosenberg (1970)
- 4 per Cordoba (Cannon for Cordoba), regia di Paul Wendkos (1970)
- Brivido nella notte (Play Misty for Me), regia di Clint Eastwood (1971)
- Ispettore Callaghan: il caso Scorpio è tuo! (Dirty Harry), regia di Don Siegel (1971)
- Vivo quanto basta per ammazzarti (Santee), regia di Gary Nelson (1973)
- Senza capo d'accusa (Framed), regia di Phil Karlson (1975)
- Amityville Horror (The Amityville Horror), regia di Stuart Rosenberg (1979)
- L'aereo più pazzo del mondo... sempre più pazzo (Airplane II: The Sequel), regia di Ken Finkleman (1982)

### Televisione
- I Led 3 Lives – serie TV, un episodio (1953)
- Space Patrol – serie TV, 2 episodi (1953-1954)
- Dragnet – serie TV, 4 episodi (1953-1954)
- Schlitz Playhouse of Stars – serie TV, 2 episodi (1953-1954)
- You Are There – serie TV, 7 episodi (1953-1956)
- McCoy of Abilene – film TV (1953)
- The Lone Wolf – serie TV, un episodio (1954)
- Four Star Playhouse – serie TV, un episodio (1954)
- Moby Dick – film TV (1954)
- Medic – serie TV, un episodio (1954)
- Waterfront – serie TV, 2 episodi (1954)
- Gunsmoke – serie TV, 7 episodi (1955-1961)
- Dr. Harvey W. Wiley – film TV (1955)
- The Shining Beacon – film TV (1955)
- The Public Defender – serie TV, un episodio (1955)
- I segreti della metropoli (Big Town) – serie TV, un episodio (1955)
- Letter to Loretta – serie TV, un episodio (1955)
- I racconti del West (Zane Grey Theater) – serie TV, 3 episodi (1956-1961)
- Front Row Center – serie TV, un episodio (1956)
- The Millionaire – serie TV, un episodio (1956)
- Celebrity Playhouse – serie TV, episodio 1x31 (1956)
- Jane Wyman Presents The Fireside Theatre – serie TV, 2 episodi (1957-1958)
- The Restless Gun – serie TV, 4 episodi (1957-1958)
- Broken Arrow – serie TV, un episodio (1957)
- Climax! – serie TV, episodio 3x29 (1957)
- Undercurrent – serie TV, un episodio (1957)
- The Web – serie TV, 2 episodi (1957)
- Have Gun - Will Travel – serie TV, 2 episodi (1958-1960)
- Carovane verso il west (Wagon Train) – serie TV, 4 episodi (1958-1962)
- Telephone Time – serie TV, episodio 3x29 (1958)
- Jefferson Drum – serie TV, un episodio (1958)
- The Walter Winchell File – serie TV, 4 episodi (1958)
- The Texan – serie TV, episodio 1x01 (1958)
- Ricercato vivo o morto (Wanted: Dead or Alive) – serie TV, episodio 1x14 (1958)
- Ai confini della realtà (The Twilight Zone) – serie TV, 3 episodi (1959-1961)
- Tales of Wells Fargo – serie TV, 2 episodi (1959-1961)
- Gli uomini della prateria (Rawhide) – serie TV, episodi 1x01-5x10 (1959-1962)
- The Rough Riders – serie TV, episodio 1x23 (1959)
- Black Saddle – serie TV, un episodio (1959)
- Disneyland – serie TV, 2 episodi (1959)
- Westinghouse Desilu Playhouse – serie TV, episodio 1x19 (1959)
- Bat Masterson – serie TV, un episodio (1959)
- Yancy Derringer – serie TV, episodio 1x34 (1959)
- Avventure lungo il fiume (Riverboat) – serie TV, episodio 1x01 (1959)
- Bonanza – serie TV, episodio 1x03 (1959)
- Alcoa Theatre – serie TV, un episodio (1959)
- Troubleshooters – serie TV, un episodio (1959)
- Wichita Town – serie TV, episodio 1x05 (1959)
- Tightrope – serie TV, episodio 1x11 (1959)
- The Grand Jury – serie TV, un episodio (1959)
- Laramie – serie TV, 2 episodi (1960-1962)
- Route 66 – serie TV, 3 episodi (1960-1962)
- Avventure in paradiso (Adventures in Paradise) – serie TV, episodio 1x13 (1960)
- Lo sceriffo indiano (Law of the Plainsman) – serie TV, episodio 1x15 (1960)
- Johnny Ringo – serie TV, un episodio (1960)
- Goodyear Theatre – serie TV, episodio 3x18 (1960)
- Outlaws – serie TV, episodio 1x06 (1960)
- The Deputy – serie TV, un episodio (1960)
- Gli intoccabili (The Untouchables) – serie TV, 2 episodi (1961-1962)
- The Rifleman – serie TV, un episodio (1961)
- The New Breed – serie TV, episodio 1x01 (1961)
- Bus Stop – serie TV, episodio 1x05 (1961)
- Ben Casey – serie TV, 2 episodi (1962-1963)
- La città in controluce (Naked City) – serie TV, 3 episodi (1962-1963)
- Il virginiano (The Virginian) – serie TV, 4 episodi (1962-1970)
- Lotta senza quartiere (Cain's Hundred) – serie TV, un episodio (1962)
- Alfred Hitchcock presenta (Alfred Hitchcock Presents) – serie TV, un episodio (1962)
- The Law and Mr. Jones – serie TV, un episodio (1962)
- The Dick Powell Show – serie TV, episodio 2x04 (1962)
- Sotto accusa (Arrest and Trial) – serie TV, 29 episodi (1963-1964)
- Stoney Burke – serie TV, un episodio (1963)
- Il dottor Kildare (Dr. Kildare) – serie TV, un episodio (1963)
- Il fuggiasco (The Fugitive) – serie TV, 2 episodi (1964-1967)
- Slattery's People – serie TV, un episodio (1965)
- Convoy – serie TV (1965)
- Squadra speciale anticrimine (The Felony Squad) – serie TV, episodi 1x03-2x21 (1966-1968)
- F.B.I. (The F.B.I.) – serie TV, 2 episodi (1966-1972)
- Ironside – serie TV, 2 episodi (1967-1975)
- Gli invasori (The Invaders) – serie TV, un episodio (1967)
- Organizzazione U.N.C.L.E. (The Man from U.N.C.L.E.) – serie TV, un episodio (1967)
- Daniel Boone – serie TV, un episodio (1967)
- Al banco della difesa (Judd for the Defense) – serie TV, un episodio (1967)
- Hawaii squadra cinque zero (Hawaii Five-O) – serie TV, 2 episodi (1968-1979)
- Missione impossibile (Mission: Impossible) – serie TV, 2 episodi (1970-1972)
- Giovani avvocati (The Young Lawyers) – serie TV, episodio 1x02 (1970)
- Difesa a oltranza (Owen Marshall, Counselor at Law) – serie TV, 2 episodi (1971-1973)
- Medical Center – serie TV, 3 episodi (1971-1974)
- Due onesti fuorilegge (Alias Smith and Jones) – serie TV, un episodio (1971)
- The City – film TV (1971)
- The Partners – serie TV, un episodio (1971)
- La tata e il professore (Nanny and the Professor) – serie TV, un episodio (1971)
- La famiglia Smith (The Smith Family) – serie TV, un episodio (1971)
- Cannon – serie TV, 3 episodi (1972-1973)
- Women in Chains – film TV (1972)
- O'Hara, U.S. Treasury – serie TV, un episodio (1972)
- Insight – serie TV, 2 episodi (1972)
- Magic Carpet – film TV (1972)
- Madigan – serie TV, un episodio (1973)
- Sulle strade della California (Police Story) – serie TV, un episodio (1973)
- Le strade di San Francisco (The Streets of San Francisco) – serie TV, un episodio (1974)
- Hawkins – serie TV, un episodio (1974)
- Winter Kill – film TV (1974)
- The Chadwick Family – film TV (1974)
- Pepper Anderson agente speciale (Police Woman) – serie TV, un episodio (1974)
- Bad Ronald – film TV (1974)
- The Desperate Miles – film TV (1975)
- Ellery Queen – serie TV, episodio 1x00 (1975)
- Bronk – serie TV, un episodio (1975)
- Collision Course: Truman vs. MacArthur – film TV (1976)
- Future Cop – serie TV, un episodio (1976)
- Bert D'Angelo Superstar (Bert D'Angelo/Superstar) – serie TV, un episodio (1976)
- Switch – serie TV, un episodio (1976)
- Charlie's Angels – serie TV, episodio 1x13 (1977)
- The Feather and Father Gang – serie TV, un episodio (1977)
- Kingston: dossier paura (Kingston: Confidential) – serie TV, un episodio (1977)
- Big Hawaii – serie TV, un episodio (1977)
- The Critical List – film TV (1978)
- Lucan – serie TV, un episodio (1978)
- Fuoco dal cielo (A Fire in the Sky) – film TV (1978)
- Vega$ – serie TV, 2 episodi (1979-1980)
- Quincy (Quincy M.E.) – serie TV, un episodio (1979)
- Lou Grant – serie TV, 2 episodi (1979)
- La casa nella prateria (Little House on the Prairie) – serie TV, episodio 7x03 (1980)
- Hazzard (The Dukes of Hazzard) – serie TV, episodio 3x11 (1981)
- Dynasty – serie TV, 7 episodi (1982-1988)
- Soldato Benjamin (Private Benjamin) – serie TV, un episodio (1982)
- Dallas – serie TV, 7 episodi (1985-1990)
- Simon & Simon – serie TV, un episodio (1988)
- Ricordi di guerra (War and Remembrance)– miniserie TV, un episodio (1989)

## Doppiatori italiani
- Renato Turi in La città del vizio
- Giorgio Capecchi in L'assassino è perduto
- Mario Pisu in Come le foglie al vento, La tragedia del Rio Grande
- Mario Milita in Amityville Horror
- Nando Gazzolo in Missione compiuta stop. Bacioni Matt Helm, Brivido nella notte
- Bruno Persa in Quel fantastico assalto alla banca, Ispettore Callaghan: il caso Scorpio è tuo!!